# Rožkovany
Rožkovany é um município da Eslováquia, situado no distrito de Sabinov, na região de Prešov. Tem 14,05 km² de área e sua população em 2018 foi estimada em 1.331 habitantes.

## Demografia
| Ano:        | 1994 | 2004    | 2014   | 2024   |
| ----------- | ---- | ------- | ------ | ------ |
| Broj ljudi: | 1150 | 1284    | 1331   | 1322   |
| Razlika:    |      | +11,65% | +3,66% | -0,67% |

| Ano:               | 2023 | 2024   |
| ------------------ | ---- | ------ |
| Número de pessoas: | 1323 | 1322   |
| Diferença:         |      | -0,07% |